# 官绅一体当差纳粮

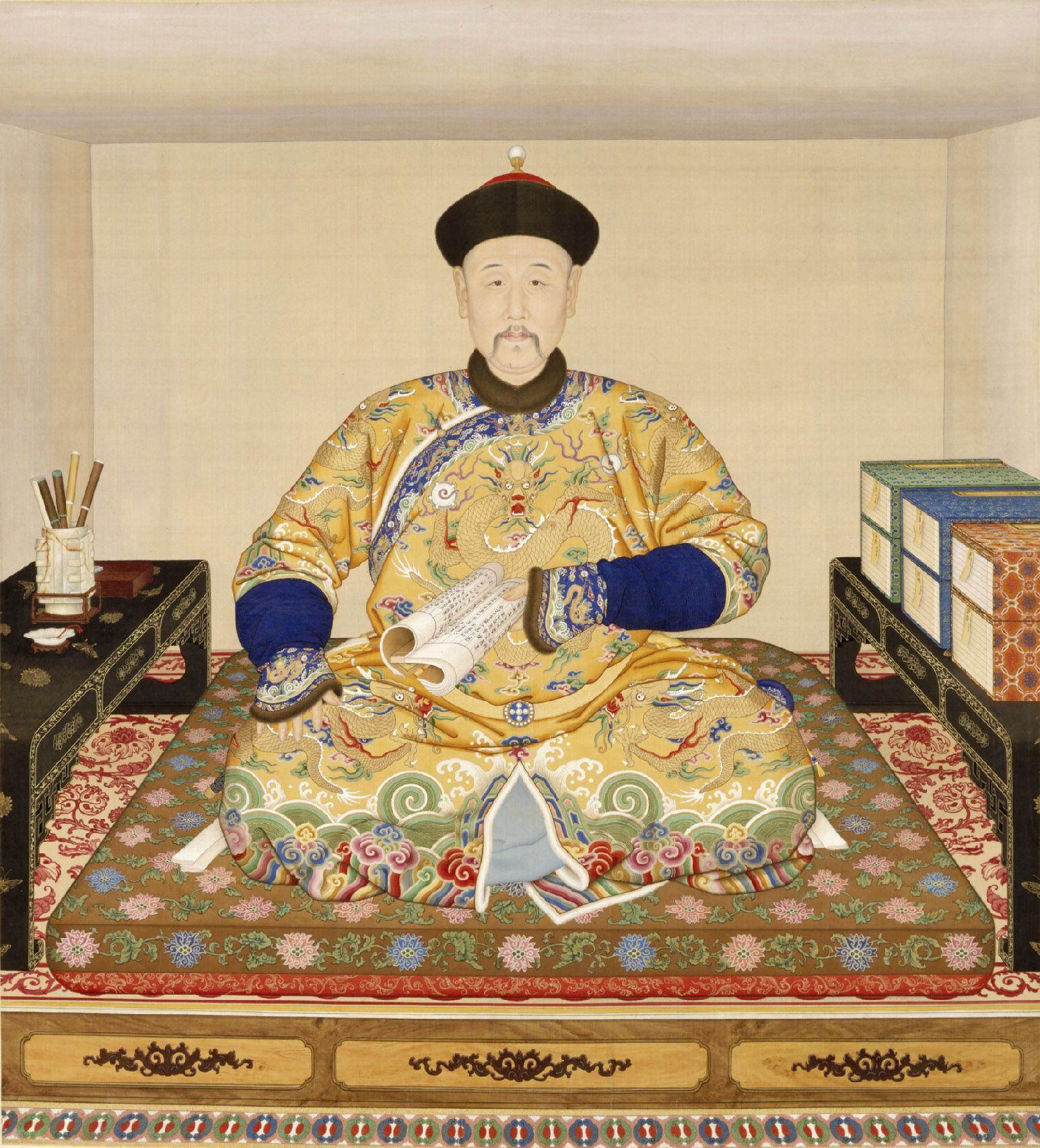
推行官绅一体当差纳粮的雍正帝

官绅一体当差纳粮，或称士（仕）民一体当差纳粮、士绅一体当差、一体纳粮，是指清朝雍正帝时期推行的一项改革政策，主要是取消民间缙绅的某些特权，要求士绅和广大民众一样服徭役，纳粮捐税。一体当差纳粮废除了他们享受免徭役赋税特权，彻底铲断了官绅的财路，不但国家财政丰润了起来，而且也解决封建王朝的平等缴税问题。到了乾隆帝执政期间免除了士绅的劳役，但是还是得交税纳粮。

## 背景
官，指官员、官吏，绅，是指士绅，也就是有举人以上功名，但无官职的人。读书人一般通过科举考试，考个功名就成了官绅。官绅一般不用服兵役、徭役，不用交粮食税，不负担国家财政。而官绅们的家人，甚至家奴也不用纳粮交税，挂靠在他家的土地也不用缴税。长此以往，土地兼并愈演愈烈，国家税收也越来越少。
还有就是，士绅在社会上具有话语权和发言权，在广大的江南地区一直是国家赋税的重要地方，士绅一体当差纳粮其实是皇权与地主士绅的较量，士绅一体当差纳粮和摊丁入亩双管齐下，再加上文字狱，从经济和文化上对江南士绅集团造成了重创。

## 过程
雍正帝即位后，为了缓和社会矛盾，缩小贫富差距，推行官绅一体当差，一体纳粮。广大百姓对此十分支持，但是引起了士绅们的强烈不满。河南布政使田文镜为了彻底贯彻政策，不但取消了士绅和读书人不用服役的特权，按照各地田亩的数量来统一征调劳力，还派遣兵勇押着这些人去幹苦力，修堤筑坝，稍有怨言，就侮骂殴打。遭到了以王逊、范瑚为首的河南考生反对。他们威胁当地官员，将以罢考的方式反对这一政策。雍正帝得知后给各省发布谕旨：“如再有抗顽生监，即行重处，毋得姑贷”。雍正帝以铁腕手段维护这一政策，也使得这项政策免于形式。雍正帝让士绅们当差服劳役，颜面尽失，得罪了不少人。掌握舆论权的他们对雍正帝进行了无休止的抹黑和泼脏水。

## 后续
乾隆帝即位后，对这项政策进一步改革，乾隆帝认为清朝的统治基础也需要士绅支持，如果地方的士绅不支持清朝统治，则大清的统治根基不稳，造成社会动荡不安，所以在一定程度上维护士绅们的利益。在必须纳粮交税的前提下，规定从下向上的各级官绅逐步不用当差服役。这对于那些读书人来说，也是莫大的恩惠，无不对乾隆帝大加颂扬。

## 争议
而也有人指出，清朝时期实际上八旗子弟和皇族不用纳粮，而一体当差纳粮表面上看似“为民”，实际上是为了恩养旗人，压榨汉民罢了，同时通过打击官绅势力也可以对那些怀念故国明朝文人士大夫进行除了文字狱之外的经济高压政策。

## 研究書目
- 冯尔康著：《雍正传》（北京：人民出版社，1985）。
- 阎崇年著：《正说清朝十二帝》（北京：中华书局，2004）。